# Даніелс Радзенієкс
Даніелс Радзенієкс (латис. Daniels Radzenieks; нар. 22 липня 2006, Латвія) — латвійський футболіст, нападник житомирського «Полісся».

## Клубна кар'єра

### «Супер Нова»
Вихованець клубу «Академ». Починаючи з 2022 року тренувався з першою командою «Супер Нови». У футболці першої команди дебютував 30 вересня 2022 року в програному (1:4) домашньому поєдинку 30-го туру Вірсліги проти «Риги». Даніелс вийшов на поле на 76-й хвилині замість Альгірдаса Гражйса. Цей матч виявився єдиним для юного нападника в сезоні 2022 року. Наступного сезону також зіграв 1 поєдинок у чемпіонаті Латвії, проти РФШ.

### «Полісся»
27 серпня 2024 року підписав 3-річний контракт з «Поліссям», після чого одразу ж був переведений набиратися досвіду до другої команди «вовків».

## Кар'єра в збірній
На міжнародному рівні дебютував за Латвію 29 червня 2022 року, в переможному (1:0) для команди (U-17) виїзному товариському поєдинку проти Фінляндії (U-17). Радзенієкс вийшов на поле в стартовому складі, а на 66-й хвилині його замінив Денніс Авдєєвс. Першим голом на міжнародному рівні за юнацьку збірну Латвії U-17 відзначився 3 липня 2022 року на 26-й хвилині переможного (4:0) товариського матчу проти однолітків з Литви. Даніелс вийшов на поле в стартовому складі, а на 65-й хвилині його замінив Іванс Галаєвс. Загалом за збірну U-17 зіграв 3 матчі, в яких відзначився 1-м голом.
За юнацьку збірну Латвії (U-19) дебютував 9 червня 2024 року в програному (1:2) товариському поєдинку проти юнацької збірної Естонії (U-19). Радзенієкс вийшов на поле в стартовому складі, на 38-й хвилині відзначився першим голом за збірну U-19, а на 78-й хвилині його замінив Андрейс Полюговичс. Загалом за юнацьку збірну Латвії (U-19) провів 2 поєдинки, в яких відзначився 2-ма голами.